# Isac Elliot
Isac Elliot Lundén (26 december 2000), ook bekend als Isac Elliot, is een Finse popzanger, songwriter, danser en acteur. Hij is bekend door zijn nummer New Way Home en zijn debuutalbum Wake Up World. Beide hadden succes in Finland en Noorwegen.

## Muziekcarrière

### Begin carrière
Elliot was lid van het jongenskoor Cantores Minores en deed mee aan de Svenska Teatern-musicals Cabaret en Kristina från Duvemåla. Zijn nummer "Pop Goes My Heart" was te horen in de film Ella ja kaverit (2012).

### 2013 tot heden
Elliots eerste single "New Way Home" verscheen op 14 februari 2013. Het nummer kwam op nummer 1 in de Finse hitlijst terecht. Zijn debuutalbum Wake Up World verscheen op 24 mei 2013 en bereikte ook de nummer 1-positie van de albumlijst.

## Persoonlijk
Elliot is de zoon van Fredrik "Fredi" Lundén, de zanger van de band The Capital Beat.

## Discografie

### Albums
| Titel         | Albumgegevens                                                            | Hitnoteringen | Hitnoteringen | Onderscheidingen    |
| Titel         | Albumgegevens                                                            | FIN           | NOR           | Onderscheidingen    |
| ------------- | ------------------------------------------------------------------------ | ------------- | ------------- | ------------------- |
| Wake Up World | - Verschenen: 24 mei 2013 - Label: Sony Music Entertainment - Drager: cd | 1             | 4             | - IFPI FIN: platina |

### Singles
| Jaar | Titel          | Hoogste noteringen | Hoogste noteringen | Album         |
| Jaar | Titel          | FIN                |                    | Album         |
| ---- | -------------- | ------------------ | ------------------ | ------------- |
| 2013 | "New Way Home" | 1                  | 14                 | Wake Up World |
| 2013 | "First Kiss"   | —                  | —                  | Wake Up World |
| 2013 | "Dream Big"    | —                  | —                  |               |

- Bibsys: 15026872
- International Standard Name Identifier: 0000 0004 6710 5683
- MusicBrainz: d11e13c7-fa9f-4635-be3b-0c6ee83dc30f
- Virtual International Authority File: 56145971580132332488